# 行政院南部聯合服務中心

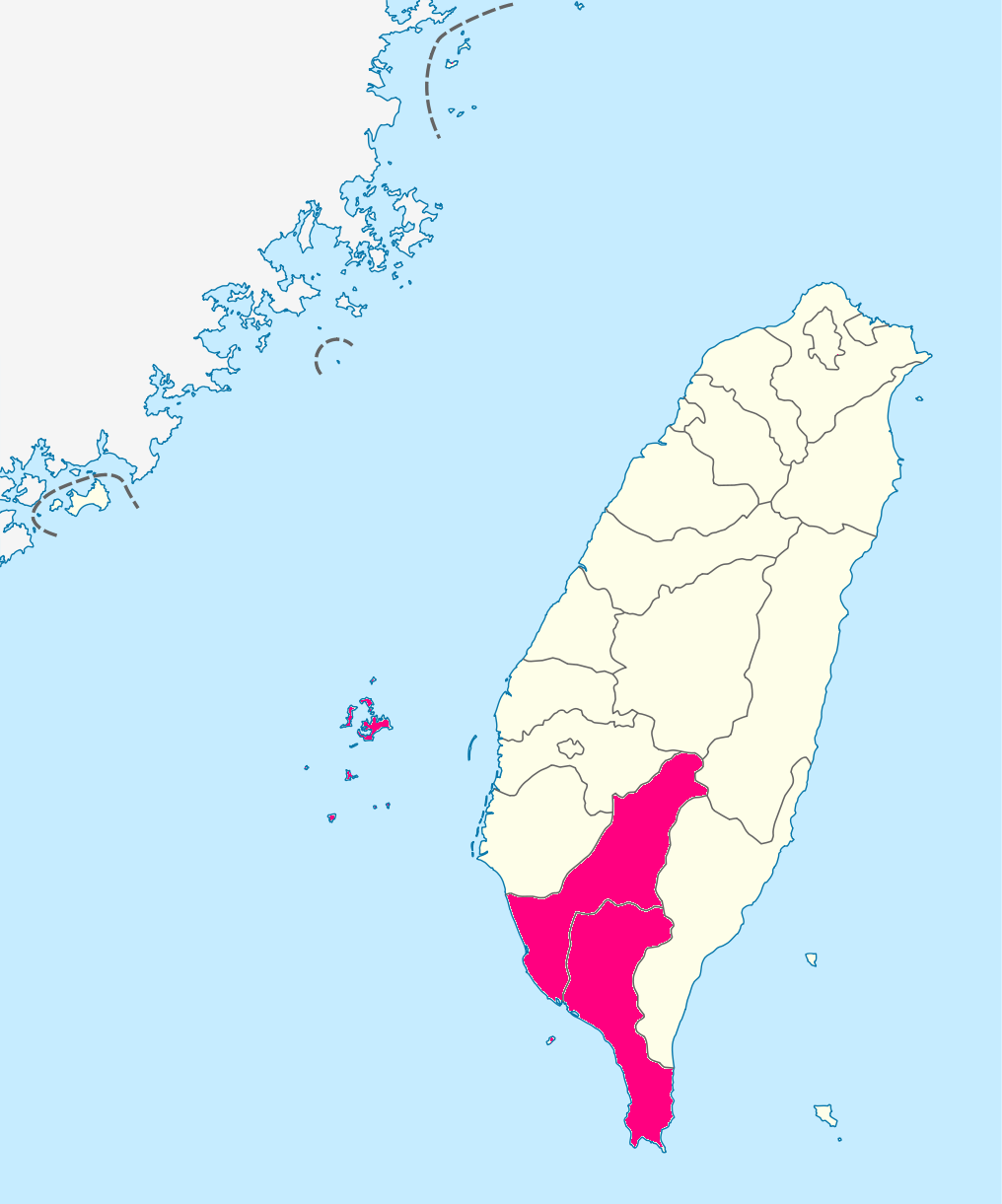
南服中心服務範圍

行政院南部聯合服務中心（簡稱南服中心），是中華民國行政院設立在現址高雄市合署辦公大樓的聯合服務中心，因原址高雄市東南文化大樓空間逐漸不敷使用，於2019年7月1日遷入於此處，於1998年6月1日成立，南服中心主要代替行政院本部，以單一窗口之方式加強服務南部地區民眾、促進區域均衡發展及協調地方重要建設，協調地方重大建設事項之推動，南服中心定位以「服務」、「協調」為主，各事項涉及決策部份仍應循行政程序，由各主管機關或提報行政院中央決定，中心主任為名義上的負責人，實際上由執行長運作中心事務，現服務範圍涵蓋高雄市、屏東縣和澎湖縣三個縣市，即常合稱為高屏澎地區，總人口371萬，總面積5,721平方公里，2012年原嘉義縣、嘉義市、臺南市與原中服中心服務的雲林縣劃出成立雲嘉南服務中心。

## 建制單位

### 合署辦公建置單位
- 內政部移民署南區事務大隊高雄市第一服務站[3]
- 外交部南部辦事處-外交組[4]
- 經濟部國際貿易署高雄辦事處[5]
- 勞動部勞工保險局高雄市辦事處[6]

### 聯合服務任務編組單位
- 文教族群組(教育.文化.客家.原民.國發)[8]
- 農財資源組(交通.農業.財政.內政)[9]
- 勞動經濟組(工商.國防.勞動.外交)[10]
- 衛環法制組(公平.衛福.法務.環保)[11]

### 民間團體
- 海基會[12]

## 歷任首長

### 主任
| 任別 | 姓名   | 就職時間       | 卸任時間       | 備註                                           |
| ---- | ------ | -------------- | -------------- | ---------------------------------------------- |
| 1    | 江丙坤 | 1998年5月19日  | 2000年5月20日  | 行政院經濟建設委員會主任委員兼任               |
| 2    | 游錫堃 | 2000年5月20日  | 2000年7月27日  | 行政院副院長兼任                               |
| 3    | 張俊雄 | 2000年8月10日  | 2000年10月6日  | 行政院副院長兼任                               |
| 4    | 張有惠 | 2000年10月6日  | 2001年4月12日  | 行政院政務委員兼任                             |
| 5    | 鍾琴   | 2001年1月31日  | 2002年1月31日  | 行政院政務委員兼任                             |
| 6    | 林信義 | 2002年2月1日   | 2004年5月20日  | 行政院經濟建設委員會主任委員、行政院副院長兼任 |
| 7    | 葉菊蘭 | 2004年5月20日  | 2005年2月1日   | 行政院副院長兼任                               |
| 8    | 吳榮義 | 2005年2月21日  | 2006年1月25日  | 行政院副院長兼任                               |
| 9    | 何美玥 | 2006年2月21日  | 2007年5月20日  | 行政院政務委員、經濟建設委員會主任委員兼任     |
| 10   | 林錫耀 | 2007年5月21日  | 2008年1月31日  | 行政院政務委員兼任                             |
| 11   | 劉世芳 | 2008年2月1日   | 2008年5月20日  | 行政院政務委員兼任                             |
| 12   | 蔡勳雄 | 2008年5月21日  | 2010年2月24日  | 行政院政務委員兼任                             |
| 13   | 林政則 | 2010年2月25日  | 2012年9月13日  | 行政院政務委員兼任                             |
| 14   | 楊秋興 | 2012年9月14日  | 2014年9月23日  | 行政院政務委員兼任                             |
| 15   | 鄧振中 | 2014年12月8日  | 2016年5月20日  | 經濟部部長兼任                                 |
| 16   | 許璋瑤 | 2016年5月20日  | 2017年9月8日   | 行政院政務委員兼任                             |
| 17   | 卓榮泰 | 2017年9月8日   | 2018年12月28日 | 行政院秘書長兼任                               |
| 代理 | 何佩珊 | 2018年12月29日 | 2019年1月13日  | 行政院副秘書長兼任                             |
| 18   | 李孟諺 | 2019年1月14日  | 2024年5月19日  | 行政院秘書長兼任                               |
| 19   | 龔明鑫 | 2024年5月20日  | 現任           | 行政院秘書長兼任                               |

### 執行長
| 任別 | 姓名   | 就職時間      | 卸任時間       | 備註                           |
| ---- | ------ | ------------- | -------------- | ------------------------------ |
| 1    | 杜善良 | 1998年5月19日 | 1999年1月31日  | 行政院顧問兼任                 |
| 2    | 劉碧良 | 1999年3月1日  | 2001年6月5日   | 行政院顧問兼任                 |
| 3    | 黃昭輝 | 2001年6月5日  | 2002年1月31日  | 行政院顧問兼任                 |
| 4    | 卓春英 | 2002年2月1日  | 2004年7月31日  | 臺灣省政府委員兼任             |
| 5    | 尤宏   | 2004年8月25日 | 2008年5月20日  | 臺灣省政府委員、行政院顧問兼任 |
| 6    | 羅世雄 | 2008年5月20日 | 2011年10月13日 |                                |
| 7    | 龔瑞維 | 2012年9月14日 | 2013年6月30日  |                                |
| 8    | 江玲君 | 2013年12月1日 | 2016年5月20日  |                                |
| 9    | 黃義佑 | 2016年6月1日  | 2018年12月31日 |                                |
| 10   | 洪村銘 | 2019年2月11日 | 2019年4月25日  |                                |
| 11   | 陳政聞 | 2019年4月26日 | 2021年7月18日  |                                |
| 代理 | 陳文亮 | 2021年7月19日 | 2024年5月19日  |                                |
| 12   | 許乃文 | 2024年5月20日 | 現任           |                                |

## 交通

### 高雄市公車乘車資訊
- 捷運苓雅運動園區站：248、50五福幹線、8505、紅22

- 輔仁路口（三多一路）站：11、52、70三多幹線、8001、81

- 中正體育館站：11、52、70三多幹線

### 高雄捷運
- 橘線苓雅運動園區站2號出口步行5分鐘（約450公尺）

## 外部連結
- 行政院南部聯合服務中心 （页面存档备份，存于）